# Pterolophia alboplagiata
Pterolophia alboplagiata là một loài bọ cánh cứng trong họ Cerambycidae.